# Tom Mix
Tom Mix, nome artístico de Thomas Hezikiah Mix (Pennsylvania, 6 de janeiro de 1880 — Florence, Arizona, 12 de outubro de 1940) foi um ator norte-americano, um dos primeiros grandes ídolos do cinema. Foi um ator de grande sucesso na era do cinema mudo, atuando preferencialmente no gênero western.

## Biografia
Tom Mix introduziu o espetáculo ao Western, levando para a vida real o cowboy que interpretava nas telas, de tal forma que criou para si uma biografia aventurosa, muitas vezes confundida, pelos fãs e biógrafos, com a própria realidade.
Era filho de um serralheiro, Edward E. Mix, e na adolescência teve certo destaque no futebol americano, mas não chegou a ser, como muitos acreditam, o craque da Academia Militar de Virgínia, pois nem esteve lá.
Aos 17 anos, ganhou uma competição de ciclismo em Hartford. Em 1898, com a declaração da guerra à Espanha, alistou-se no exército, ocultando sua verdadeira idade, e incorporou-se à Bateria do 4º Regimento da Artilharia, que protegia os depósitos de pólvora, no rio Delaware, chegando ao posto de sargento e participando da evacuação do Forte Monroe. Não foi para Cuba, nem levou um tiro, nem partiu para as Filipinas ou lutou na Revolução Mexicana, como dizem as lendas a seu respeito.
Tom Mix realistou-se, posteriormente, na tentativa de lutar na Guerra dos Boers, mas não chegou a partir, nem para a África do Sul, nem para a China, como consta em suas biografias. Casou, nessa época, com Grace I. Allin, a primeira de suas cinco esposas, e desertou de seu posto em Fort Hancock, indo para o oeste.
Em Oklahoma, tentou ser músico, como tocador de tambor na Banda da Cavalaria, depois foi garçon e xerife, sem maiores feitos heróicos. Aos 25 anos, ingressou no "Miller Brother’s 101 Real Wild West Ranch", o mais famoso espetáculo do oeste, aprendendo assim a vida de cowboy, tornando-se campeão de rodeio. Casou-se, então, com Kitty Jewell Perrine, sua segunda esposa.
Em 1909, casou-se pela terceira vez, com Olive Stockes, e ambos trabalharam no "Widerman Wild West Show", em Amarillo, no Texas. Tiveram uma filha, Ruth, também atriz. Posteriormente ambos se uniram ao "Will A. Dickey’s Circle D Ranch Wild West Show and Indian Congress", que oferecia cowboys para os filmes de western da "Selig Poliscope Company".

## Carreira

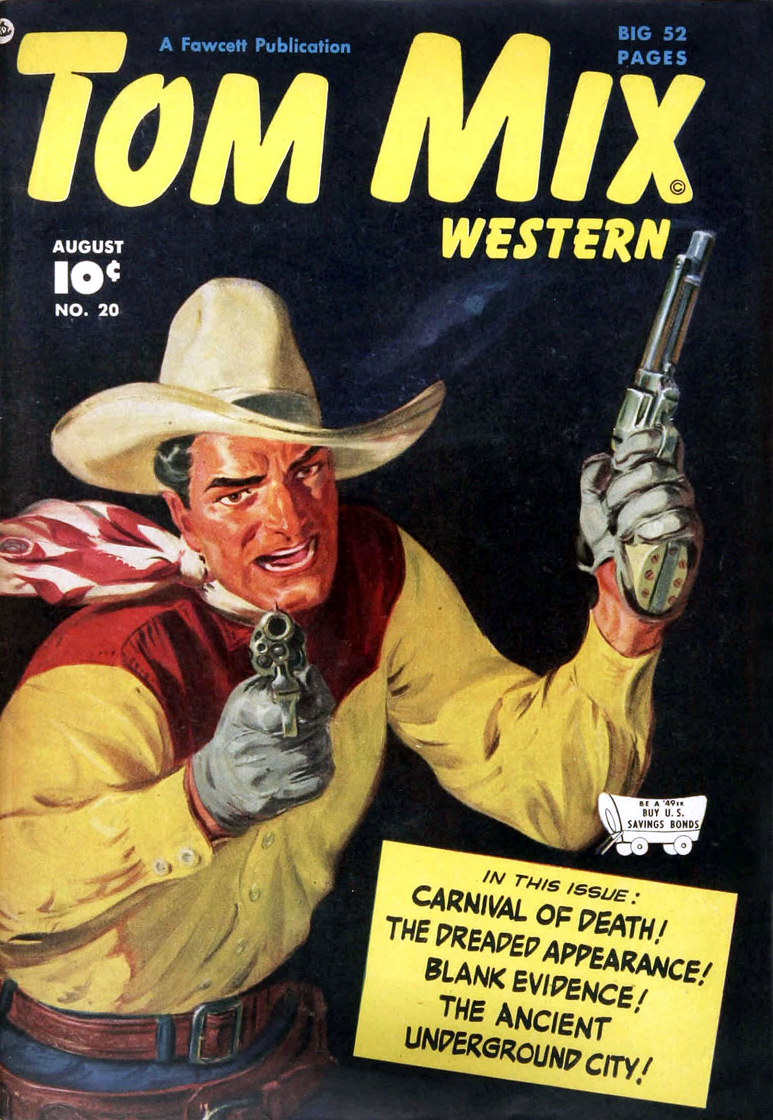
Tom Mix nos quadrinhos

Mix apareceu pela primeira vez no semidocumentário curto "Ranch Life in the Great Southwest", sobre a vida dos cowboys de rodeio. Os filmes em que Mix atuou eram de filmagem rápida (três a quatro dias), com enredos simples.
Em 1917, Tom Mix começou a trabalhar para William Fox, e logo fez um enorme sucesso. Casou-se então pela quarta vez, com Victoria Forde, que atuou com ele em vários filmes, e teve outra filha, Thomasina. Passou a morar em uma mansão de Beverly Hills, e com um passado fictício, reforçava sua imagem lendária de cowboy.
Tom teve vários cavalos: Tony, Old Blue, Argie, Satan, Tony Jr., Tony II. Introduzia em seus filmes lances arriscados, tais como aviões, carros de corrida, sem se importar com a verossimilhança, e criava um personagem perfeito, idealizado.
Após terminar o contrato com a Fox, foi para a FBO, companhia dirigida por Joseph P. Kennedy, pai do futuro presidente John F. Kennedy, fazendo ali cinco filmes. Casou-se, então, com a quinta esposa, a trapezista Mabel Hubbel Ward, e passou a fazer excursões com o Sells-Floto Circus. Em 1932, voltou às telas, pela Universal, mas deixou o cinema ao se machucar quando caiu com o cavalo Tony Jr., em uma cena de "Mascarado Magnânimo" (Rustler’s Roundup), em 1933.
Em 1935, Tom Mix voltou a atuar, em um seriado de 15 capítulos, "O Cavaleiro Alado" (The Miracle Rider), onde interpretava um Texas Ranger. Foi dublado, em várias cenas, por Cliff Lyons, pois a idade e os ferimentos o incomodavam. Após o circo diminuir sua renda consideravelmente, Tom passou a se exibir, na Europa, com seu cavalo Tony II.

## Morte
Em 12 de outubro de 1940, Tom Mix dirigia seu carro Cord, vestido de cowboy, e na parte traseira do carro trazia duas maletas de metal. Perto de Florence, no Arizona, Mix não percebeu um grupo de operários trabalhando e, quando foi desviá-los, capotou, e uma das maletas o atingiu na nuca, quebrando-lhe o pescoço.

## Filmografia

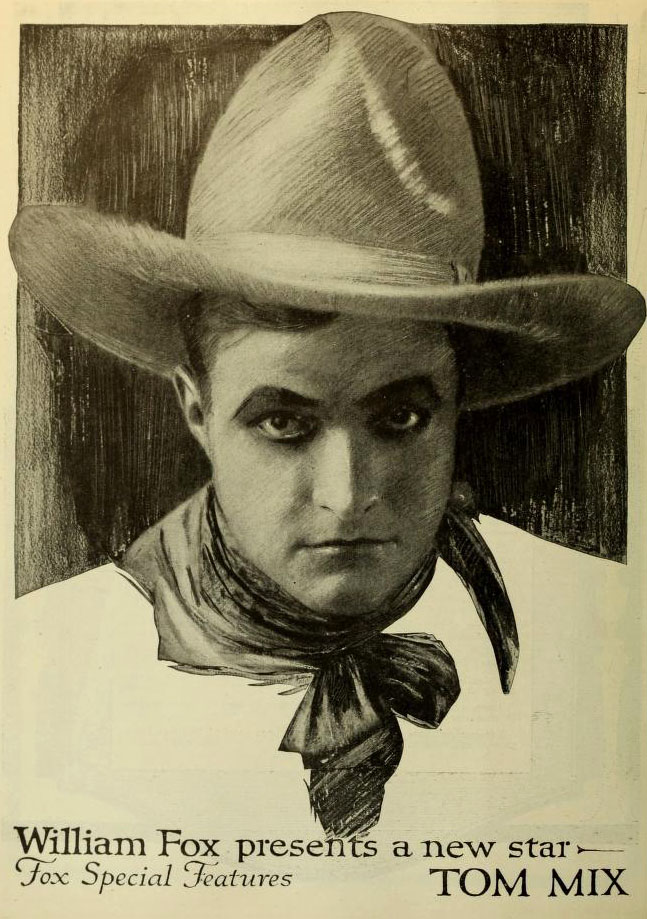
Publicidade (1917)
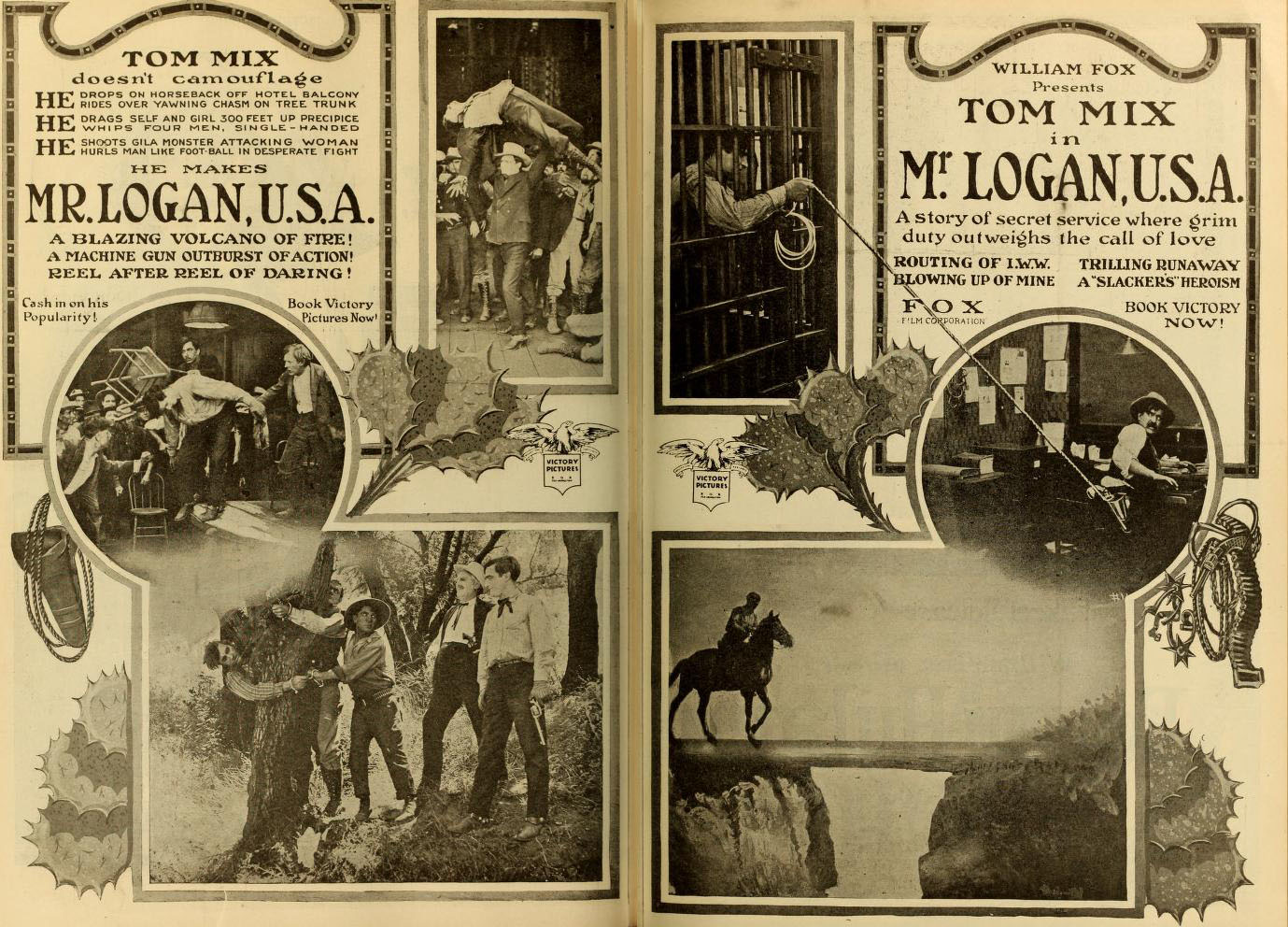
Mr. Logan, U.S.A. (1918)
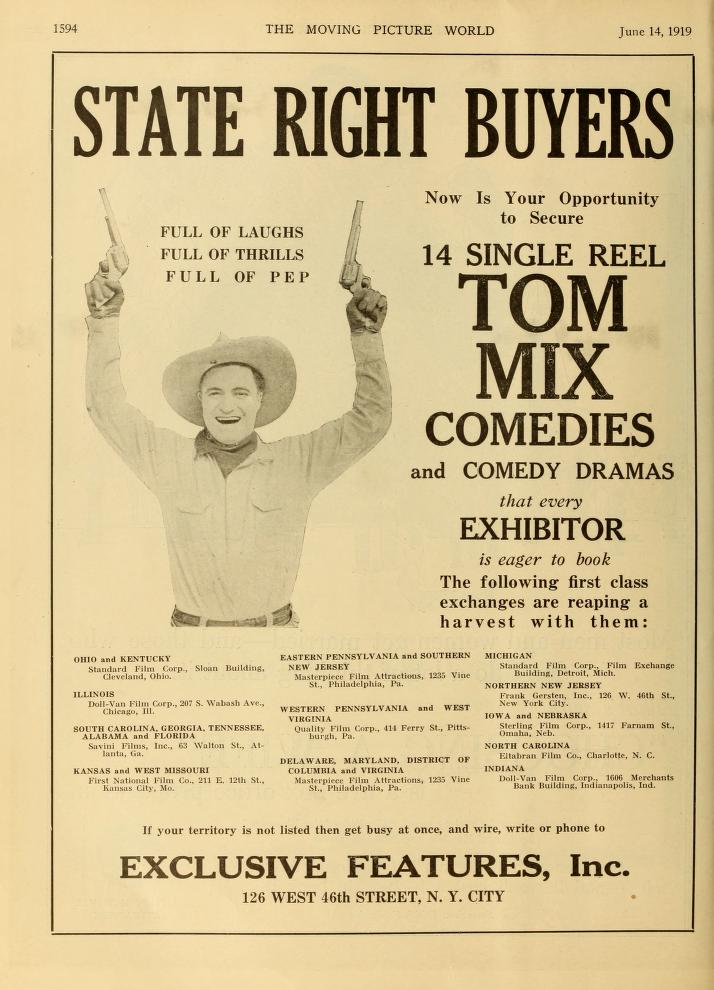
Publicidade (1919)
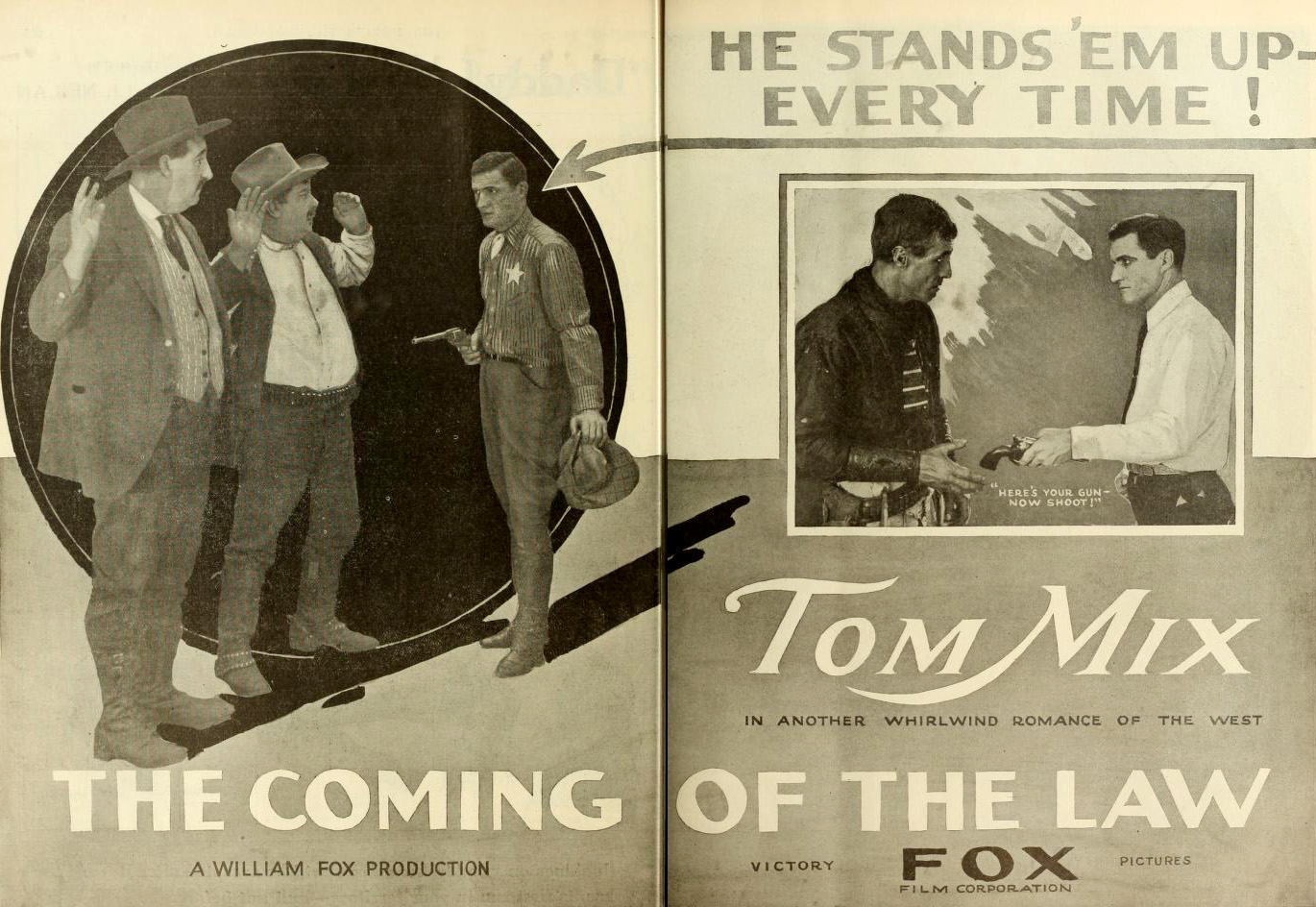
Publicidade (1919)

Produções Selig:
1909
- Ranch Life in the Great Southwest (Dir. Frank Boggs)/ On the Little Big Horn or Custer’s Last Stand/ Briton and Boer.

1910
- The Range Rider (Dir. Lynn Reynolds)/ An Indian Wife’s Devotion ("Devoção da Esposa Índia")/ The Long Trail (Dir. Frank Boggs)/ Taming Wild Animals ("Treinando Animais Selvagens") (Dir. Frank Boggs)/ The Millionaire Cowboy/ The Trimmung of Paradise Gulch ("Enfeites com Flores Selvagens") (Dir. Frank Boggs)/ Up San Juan Hill/ Pride of the Range (Dir. Frank Boggs), com Hoot Gibson/ Queen of Sheba ("A Rainha de Sabá"), pela Fox, Tom Mix fazia um pequeno papel e foi o supervisor da corrida de bigas.

1911
- Série Captain Kate (sete filmes, todos dirigidos por Frank Boggs):

1. Captain Kate
2. Lost in the Jungle ("Selva Desaparecida")
3. The Totem Mark
4. The Wheels of Justice
5. Back to the Primitive ("Tempos Primitivos")
6. Lost in the Artic
7. Rescued by Her Lions

- Kit Carson’s Wooing (Dir. Frank Boggs")/ In the Days of Gold ("Nos Dias do Ouro) (Dir. Frank Boggs)/ In Old California When the Gringos Came (Dir. Frank Boggs)/ A Romance of the Rio Grande (Dir. Colin Campbell)/ The Schoolmaster of Mariposa (Dir. Frank Boggs)/ Western Hearts ("Corações do Oeste")

1912
- Outlaw Reward (Dir. William Duncan)/ A Reconstructed Rebel (Dir. Colin Campbell)

1913
- How it Happened ("Como Isto Aconteceu")/ The Range Law/ Juggling with Fate/ The Sheriff of Yawapai Country/ The Life Timer/ Pauline Cushman, the Federal Spy/ A Prisioner of Cabanas/ The Shotgun Man and Stage Driver/ His Father’s Deputy/ The Noisy Six/ Religion and Gun Practice/ The Wordless Message/ The Law and the Outlaw ("O Fora-da-Lei")/ The Marshall’s Capture/ Songs of Truce/ Budd Doble Comes Back/ The Taming of Texas Pete/ Sallie’s Sure Shot/ Made a Coward/ An Apache’s Gratitude/ The Stolen Moccasins/ The Good Indian/ Tobias Wants Out/ Saved by the Pony Express/ The Sheriff and the Rustler/ A Muddle in Horse Thieves/ The Child of the Prairie (Dir. Tom Mix)/ The Escape of Jim Dolan

1914
- The Little Sister/ Shotgun Jones/ Me An’Bill/ The Leopard’s Foundling/ In Defiance of the Law/ His Fight/ Wiggs Takes the Rest Cure/ The Wilderness Mail/ When the Cook Fel Ill/ Etienne of the Glad Heart/ The Reveler/ The White Mouse/ Chip of the Flying U ("Caricaturista Heróico")/ To Be Called For (Dir. F. J. Grandon)/ The Fifth Man/ Jim/ The Lonesome Trail/ The Livid Flame/ Four Minutes Late/ The Real Thing in Cowboys ("Um Torneio Real de Cowboys") (Dir. Tom Mix)/ Hearts and Masks/ The Moving Picture Cowboy (Dir. Tom Mix)/ The Way of the Redman (Dir. Tom Mix)/ The Mexican (O Mexicano) (Dir. Tom Mix)/ The Going of the White Swan/ Jimmy Hayes and Muriel (Dir. Tom Mix)/ Garrison’s Finish/ Why the Sheriff is a Bachelor (Dir. Tom Mix)/ The Losing Fight/ The Ranger’s Romance (Dir. Tom Mix)/ The Telltale Knife (Dir. Tom Mix)/ If I Were Young Again/ Out of Petticoat Lane/ The Sheriff’s Reward (Dir. Tom Mix)/ The Scapegoat (Dir. Tom Mix)/ Your Girl and Mine/ In the Days of the Thundering Herd/ Wagon Trail ("Para a Terra do Ouro")/ The Rival Stage Line ("Companhias Rivais") (Dir. Tom Mix)/ Saved by a Watch (Dir. Tom Mix)/ The Soul Mate/ The Man from the East (Dir. Tom Mix)/ Wade Brent Pays/ Cactus Jake, Heartbreaker (Dir. Tom Mix)/ Buffalo Hunting ("Uma Caçada de Búfalos")/ The Lure of the Windigo ("O Sedutor")/ The Flower of Faith/ A Militant School Ma’am (Dir. Tom Mix).

1915
- Heart’s Desire/ Hearts of the Jungle ("Coração da Floresta")/ The Puny Soul of Peter Rand/ Jack’s Pals/ The Face at the Window/ The Parson Who Fled West

Os demais filmes de 1915 foram dirigidos pelo próprio Tom Mix:
- Sagebrush Tom ("O Roceiro Tom")/ Harold’s Bad Man/ Cactus Jim’s Shopgirl/ The Grizzly Guich Charlot Race/ Forked Trails/ Roping a Bride ("Enlaçando uma Noiva")/ Bill Haywood, Producer/ Slim Higgins/ The Man from Texas/ A Child of the Pairie/ The Stagecoach Driver and Girl/ The Outlaw’s Bride ("A Noiva do Bandido")/ The Legal Light/ Ma’s Girls/ Getting a Start in Life/ Mrs. Murphy’s Cooks/ The Conversion of Smiling Tom/ An Arizona Wooing/ A Matrimonial Boomerang/ Pals in Blue ("O Soldado", ou "Heroísmo de Tom Mix, Amigos de Fileira")/ Saved by Her Horse ("Salva por seu Cavalo")/ The Heart of the Sheriff ("Coração de Xerife")/ With the Aid of the Law/ The Foreman of Bar Z Ranch ("Roubo no Rancho")/ The Child, the Dog and the Villain/ The Taking of Mustang Pete/ The Gold Dust and the Squaw/ A Lucky Deal/ How Weary Went Woing/ The Auction Sale of Run-Down Ranch/ The Range Girl and the Cowboy ("A Guardiã e o Cowboy")/ Never Again/ Her Slight Mistake/ The Girl and the Mail Bag ("A Moça do Correio")/ The Brave Deserve the Fair/ The Stagecoach Driver ("Amor no Oeste")/ The Race for a Gold Mine/ The Foreman’s Choice/ Athletic Ambitions/ The Tenderfoot’s Triumph/ The Chef at Circle G./ The Impersonation of Tom/ Bad Man Bobbs/ On the Eagle Trail.

1916
Todos os filmes de 1916 foram dirigidos por Tom Mix:
- The Desert Calls its Own/ A Mix-up in Movies/ Making Good/ The Passing of Pete/ Trilby’s Love Disaster ("Pai por Desastre")/ A Five-Thousand-Dollar Elopement/ Along the Border/ Too Many Chefs/ The Man Within ("O Transviado")/ The Sheriff’s Duty/ Cooked Trails/ Going West to Make Good/ The Cowpuncher’s Peril/ Taking a Chance/ The Girl of Gold Gulch/ Some Duel ("Duelo ao Sol")/ Legal Advice ("Aviso Legal")/ Shooting up the Movies/ Local Color/ An Angelic Attitude ("Alma dos Campos")/ A Western Masquerade/ A Bear of a Story ("A História do Urso")/ Roping a Sweetheart ("Enlaçando uma Namorada")/ Tom’s Strategy ("A Estratégia de Tom")/ The Taming of Grouchy Bill/ The Pony Express Rider/ A Corner in Water/ The Raiders ("O Ataque")/ The Canby Hill Outlaws/ A Mistake in Rustlers ("Um Erro em Homens Ativos")/ An Eventful Evening/ The Way of the Redman/ A Close Call/ Tom’s Sacrifice ("Sacrifício de Tom")/ When Cupid Slipped/ The Sheriff’s Blunder ("O Erro do Xerife")/ Mistakes Will Happen ("Como Isto Aconteceu")/ Twisted Trails ("Caminhos Torcidos")/ The Golden Tought ("Era Apenas Dourado")/ Starring in Western Stuff/ In the Days of Daring ("O Temerário")

1917
- The Saddle Girth ("Selas e Barrigueiras")/ The Luck that Jealusy Brought ("Invejado Por Ter Sorte e Fortuna")/ Single Shot Parker ou The Heart of Texas Ryan ("No Coração do Texas" ou Paixão de Gaúcho")/

Pela Fox:
- The Lone Cowboy ("O Caçador Solitário"), com direção de Raoul Walsh/ Hearts and Saddles ("Caipiras e Caiporas")/ A Roman Cowboy (Um Vaqueiro Romano")/ Six Cilinder Love ("O Moço Bonito")/ A Soft Tenderfoot ("Astrolábio do Rancho")/ Durand of the Bad Lands ("Justa retribuição")/ Tom and Jerry Mix ("Os Dois Rivais")

1918
- Cupid’s Roundup ("Caprichos de Cupido")/ Six Shooter Andy ("Ajustando as Contas")/ Western Blood ("Sangue de Gaúcho")/ Ace High ("A Filha da Neve")/ Who’s Your Father?/ Mr. Logan ("Amor de Gaúcho")/ Fame and Fortune ("Fama e Fortuna")

1919

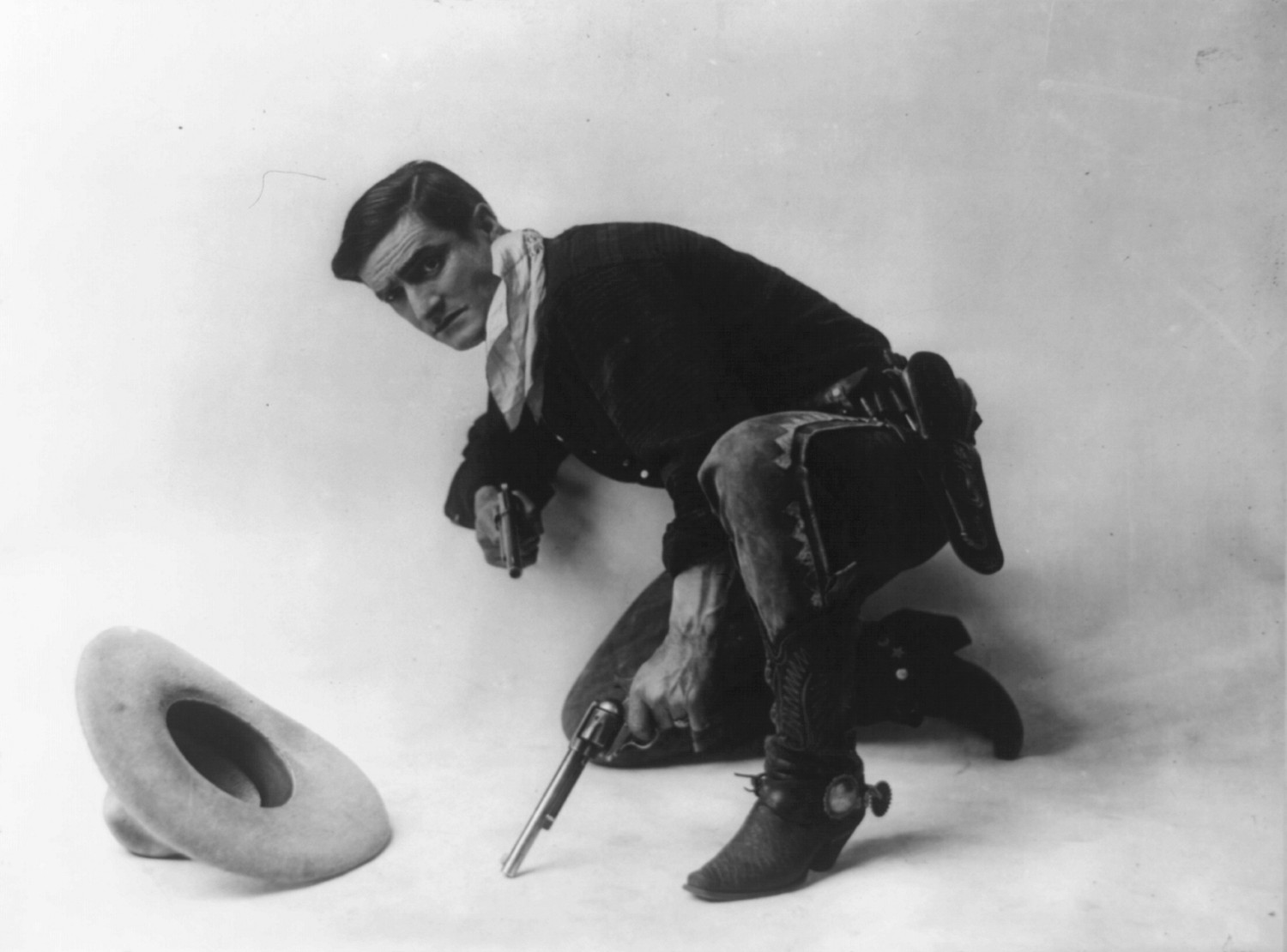
Tom Mix em Mr. Logan ("Amor de Gaúcho")

- Treat’em Rough ("Patrulhando")/ Hell-Roarn Reform ("Religião à Força")/ Fighting for Gold ("Sangue de Fidalgo")/ The Coming of the Law ("O Império da Lei")/ The Wilderness Trail ("Nos desertos do Gelo")/ Rough-Riding Romance ("Romance do Sertão")/ The Speed Maniac ("Vertigem da Velocidade"), ao lado de Buck Jones/ The Feud ("Ódio Feudal")

1920
- The Cyclone ("O Ciclone"), ao lado de Buck Jones/ The Daredevil ("O Destemido" ou "O Arriscado Diabólico")/ Desert Love ("Amor e Justiça")/ The Terror ("O Terror")/ Three Gold Coins ("As Três Moedas de Ouro")/ The Untamed ("O Indomado")/ The Texan ("O Texano")/ Prairie Trails ("Romance das Planícies").

1921
- The Road Demon ("O Demônio da Estrada")/ Hands Off ("Aventuras do Far-West")/ A Ridin’ Romeo ("Romeu Cavaleiro")/ Big Town Round-up ("Lutador dos Campos")/ After Your Own Heart ("No seu Elemento")/ The Night Horsemen ("Cavaleiros da Noite")/ The Rough Diamond ("De Vaqueiro a General")/ Trailin’ ("A Voz do Sangue").

1922
- Sky High ("Pelas Alturas")/ Chasing the Moon ("Viagem à Eternidade" ou "O Envenenado")/ Up and Going ("O Aventureiro")/ The Fighting Streak ("Vicissitudes de um Forasteiro")/ For Big Stakes ("O Repentino")/ Just Tony ("Tony")/ Do and Dare ("A Prova de Fogo")/ Tom Mix in Arabia ("O Filho do Sultão")/ Catch My Smoke ("A Volta do Vaqueiro").

1923
- Romance Land ("Mania Romântica")/ Three Jumps Ahead ("Descendo Abismos")/ Stepping Fast ("Tesouro Fatal")/ Soft-Bolled ("O Sangue Corre nas Veias")/ The Lone Star Ranger ("Estrela Simbólica")/ Mile-a-Minute Romeo ("Um Romeu a Galope")/ North of Hudson Bay ("Jornada da Morte")/ Eyes of the Forest ("Sentinela das Mattas").

1924
- Ladies to Board ("Renegado a Muque")/ The Trouble Shooter ("Uma Aventura Galante")/ The Heart Buster ("Mensagem que Salva")/ The Last of the Duanes ("O Filho do Valentão")/ Oh, You Tony ("Upa, Upa, Tony")/ Teeth ("Colmilhos")/ The Deadwood Coach ("O Temido").

1925
- Dick Turpin ("O Bandido Mascarado")/ Riders of the Purple Sage ("O Passo da Morte")/ The Rainbow Trail ("A Trilha da Vingança")/ The Lucky Horseshoe ("Don Juan de Sevilha")/ The Everlasting Whisper ("Murmúrio Eterno")/ The Best Bad Man ("Bandoleiro por Esporte").

1926
- The Yankee Senor ou Conquering Blood ("Herdeiro Perdido")/ My Own Pal ("De Peito a Peito")/ Tony Runs Wild ("O Campineiro")/ Hard-Bolled ("Médico Endiabrado", "Professor de Energia" ou "Oh, Doutor!")/ No Man’s Gold ("Ouro Sem dono")/ The Great K & A Train Robbery ("A Grande Emboscada")/ The Canyon of Light ("O Herói Desconhecido").

1927
- The Last Trail ("A Última Trilha")/ The Broncho Twister ("Sustentando a Nota")/ Outlaws of Red River ("A Malta do Rio Vermelho")/ The Circus Ace ("O Ás do Circo")/ Tumbling River ("O Rio das Surpresas")/ Silver Valley ("O Vale da Prata")/ The Arizona Wildcat ("O gato do Arizona").

1928
- Daredevil’s Reward ("Dinheiro de Arrelia")/ A Horseman of the Plains ("Cavaleiro das Planícies")/ Hello Cheyenne ("Alô, Cheyenne")/ Painted Post ("Dinheiro é Sangue").

Prod. FBO:
- Son of the Golden West ("O Filho do Oeste Dourado")/ King Cowboy ("O Rei Cowboy").

1929
- Outlawed ("Um Contra Todos")/ The Drifter ("O Peregrino das Montanhas")/ The Big Diamond Robbery ("O Roubo do Diamante").

1932
Prod. Universal:
- The Rider of Death Valley ("A Mina do Deserto")/ Texas Bad Man ("O Malfeitor do Texas")/ Destry Rides Again ("A Volta de Tom")/ My Pal, The King ("Meu Amigo, o Rei". Com Mickey Rooney)/ The Fourth Horseman ("O Quarto Cavaleiro", com Walter Brennan)/ Hidden Gold ("O Ouro Oculto")/ Flaming Guns ("Perigo Delicioso")/ The Cohens and Kellys in Hollywood ("Forasteiros de Hollywood"), em que Mix foi astro convidado.

1933

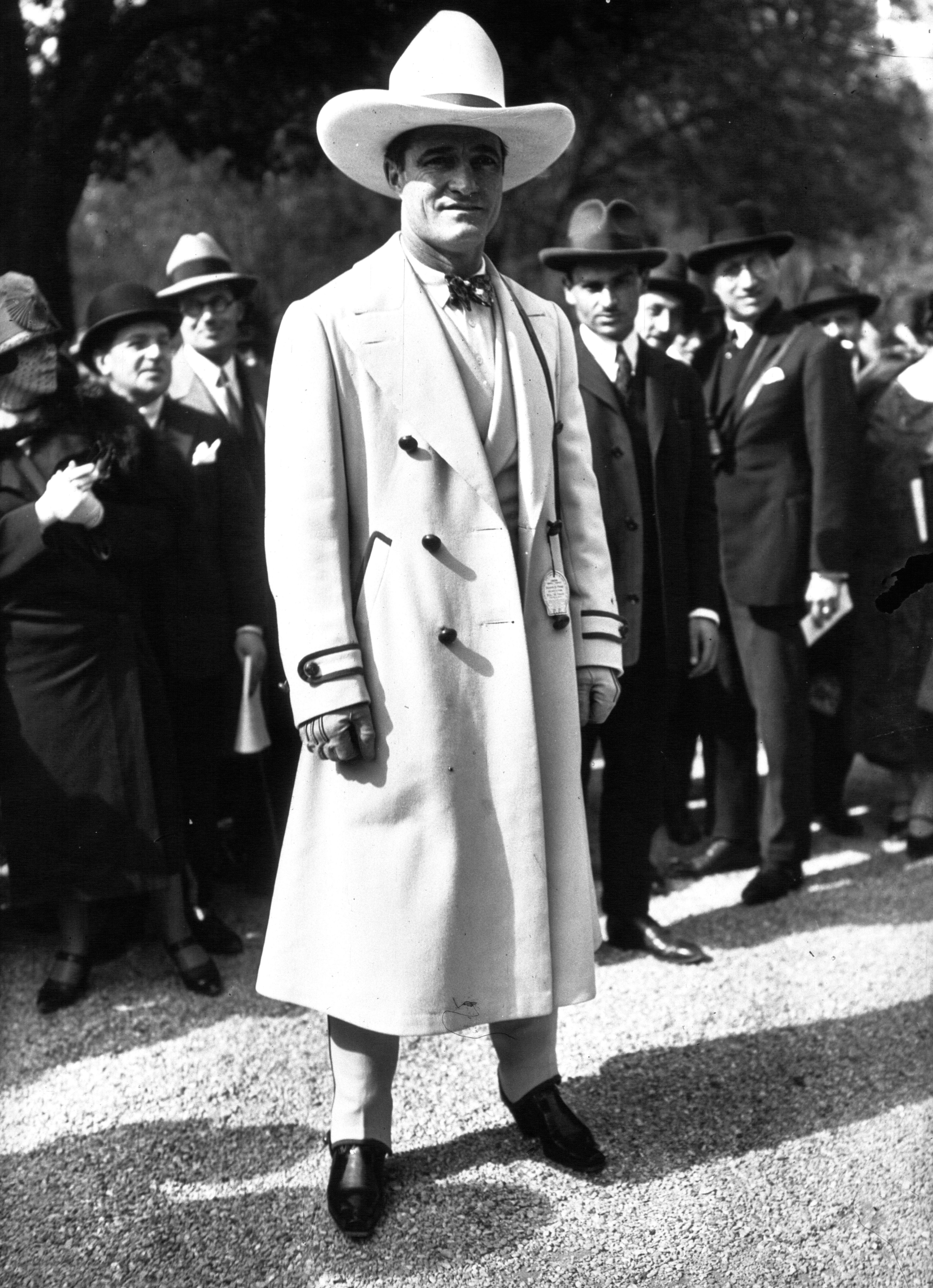
Tom Mix 1925

- Terror Trail ("A Trilha do Terror")/ Rustlers Roundup ("Mascarado Magnânimo", com Walter Brennan).

1935
Prod. Mascot:
- The Miracle Rider ("O Cavaleiro Alado"): seriado em 15 capítulos.

Curta-metragens:
- Life in Hollywood n. 4, em 1927, com 10 minutos.
- Hollywood Today n. 4
- Voice of Hollywood n. 1 e 2, em 1930 (Tiffany)
- Hollywood on Parade n. 3 e 4, em 1932, pela Pramount.